# Журуа
Журуа́ (порт. Juruá) — права притока Амазонки. Довжина 3280 км, площа басейну річки 224 тис. км².
Витік річки — Ла-Монтанья (Перу), у передгір'ях Перуанських Анд. У верхів'ях протікає в напрямку з півдня на північ, у середній і нижній течії річище Журуа звивисте. Там річка перетинає Амазонську низовину штатами Бразилії — Акрі (муніципалітети мікрорегіону Крузейру-ду-Сул у мезорегіоні Валі-ду-Журуа: Марешал-Тауматургу, Порту-Валтер, Родрігес-Алвес і Крузейру-ду-Сул) і ‎Амазонас, там протікаючи в напрямку на схід приймає найбільшу свою притоку (праву) — річку Тараука, потім тече на північний захід у річищі із заболоченими берегами.
Середня витрата води близько 6 тис. м³/с, живлення дощове: річка багатоводна з січня по травень, у серпні — жовтні маловодна.
Басейн річки заселений переважно в середній течії. Річка судноплавна протягом 1823 км, з витоку до муніципалітету Крузейру-ду-Сул. У межиріччі Журуа та її притоки Тефе є поклади нафти.